# Ernesto De Fiori
Ernesto De Fiori fue un pintor, dibujante y escultor italo-brasileño, nacido el 12 de diciembre de 1884 en Roma, Italia y fallecido el 24 de abril de 1945 en Sao Paulo.

## Vida y obra
Nacido en Roma el año 1884.
Viajó a Múnich, donde fue alumno de Gabriel von Hackl (1843-1926) en la escuela de Bellas Artes.
Residió en Berlín, donde realizó dos bustos de Marlene Dietrich.
En 1938 se trasladó a Sao Paulo, Brasil, donde falleció siete años más tarde, en 1945.